# Merlin (outil)
Pour les articles homonymes, voir Merlin.

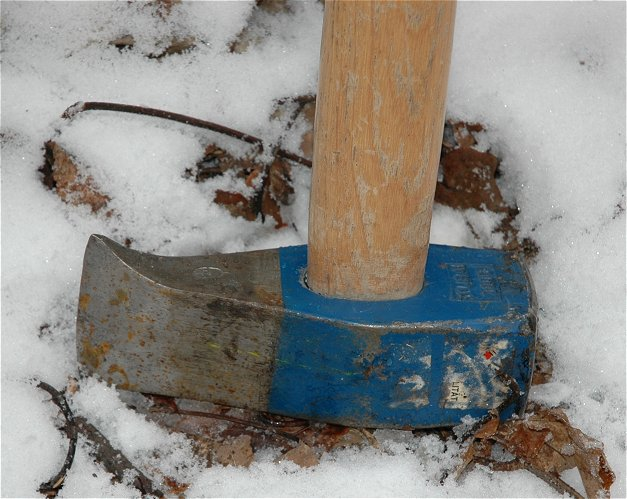
Pièce métallique caractéristique du merlin : hache d'un côté, masse de l'autre.

Le merlin est soit un outil de bûcheron, soit un outil d'abattage.
Dans le premier cas, il est analogue à la cognée, mais pourvu d'un fer carré à un bout, et pointu à l'autre, permettant de fendre le bois sans coin. Cet outil est à mi-chemin entre la hache et la masse.
Dans le second cas, c'est un outil contondant à long manche servant à assommer avant égorgement les animaux de grande taille (porcins, bovins, équins). Le merlin dit « anglais » était pourvu d'un côté d'une masse, de l'autre d'une sorte de crochet ou d'emporte-pièce, qui permettait de faire un petit trou dans la cervelle, provoquant une mort plus rapide et cela sans endommager ni la viande, ni la cervelle. On introduit ensuite un tube, appelé « jonc », pour pénétrer jusqu'à la moelle épinière. Il est utilisé dans les abattoirs de La Villette à partir des années 1870. De façon alternative, le masque de Bruneau a pu remplacer le merlin. À partir des années 1930, le pistolet d'abattage s'impose.

## Le merlin dans l'héraldique
|  | Le merlin, comme n'importe quel objet peut être utilisé comme meuble dans un blason, toutefois il est assez rare. Ici associé à un émondoir, autre outil d'essartage, il symbolise une pratique ayant concerné la commune Essert-Romand (Haute-Savoie) dont le nom même porte la trace : D'argent semé de billettes de sable, et brochant sur le semé, au lion du même armé et lampassé de gueules, accompagné de deux outils d'essartage d'or emmanchés aussi de gueules, adossés, un émondoir posé en bande à dextre et un merlin posé en barre à senestre, au chef de gueules chargé d'une croisette tréflée du champ. |

## Liens
- Fendre du bois